# イン ザ クローゼット 〜blog中毒〜
『イン ザ クローゼット 〜blog中毒〜』（イン ザ クローゼット ブログちゅうどく）は、藤原亜姫によるケータイ小説。スピンオフ作品として『クローゼット・フリーク 星に願いを』と『東京娼女』がある。

## 概要
携帯電話向けポータルサイトのモバゲータウン（およびE★エブリスタ）内でケータイ小説として発表された作品であり、スピンオフの2作品を含む3作品すべてが加筆・修正の上で書籍として出版されている。本作は2008年7月から9月にかけてモバゲータウン内の小説ランキングで1位をとり、『東京娼女』は2010年6月のランキングで1位になっている。
『東京娼女』の題名はもともと『アウト　オブ　ザ　クローゼット　さやかの迷宮』であったが、2010年5月19日に改題された。
文芸評論家の福嶋亮大は、ケータイ小説では「負債と償却のサイクル」というテーマがモチーフになっていることが多いと指摘し、その例のひとつとして本作を挙げている。すなわち、主人公のレイナは現実とは異なる理想の人格を演じ続けた結果として自己矛盾という負債がたまっていき、それを償却し切れなかったがために破滅的な最期を迎えざるをえなかったと解釈できるのである。また、本作では負債と償却のサイクルがブログというメディアを軸にして展開されることになるが、このようにコミュニケーション・ツールがプロットを適当な速度で進行させる触媒として使用されるのもケータイ小説全般でみられる傾向だという。

## ストーリー
作品内での時系列は発表順・出版順と同じく『イン ザ クローゼット blog中毒』→『クローゼット・フリーク 星に願いを』→『東京娼女』の順である。

### イン ザ クローゼット 〜blog中毒〜
田舎から15歳のときに上京してきた16歳のアタシは、無教養・中卒で容姿やスタイルにもコンプレックスがあり、都会に住む富裕層の若くて綺麗な女性に憧れている。ふだんは美容師として薄給で働いているが、あこがれの綺麗なお嬢様になるために整形手術を受けることを決意し、その費用を工面するためにレイナと名乗って風俗店（ホテトル）に勤務するようになる。
それと並行して「インザクローゼット」という名前のブログを開き、その中で自分の理想像であるお嬢様のレイナを演じるようになる。美容院によく訪れる客である社長令嬢（中川さん）の所持品である高級なブランド品の写真をこっそり撮ってブログにアップロードするなどして必死にお嬢様を装う反面、ネット上では自作自演・荒らしをしたり、風俗店の同僚の奈美など気に入らない人の悪口を匿名で書き込んだりを繰り返す。
自身の働く美容院にこっそり放火して得た休みの間に整形手術を受けるなどしながら、レイナはブログ上で知り合ったキャバクラ嬢のマユマユと知り合い、それがきっかけで彼女の恋人であるホストのナルミに出会う。ナルミに惚れたレイナはマユマユと決別し、やはりブログ上で知り合ったなお姉の家で生活するようになる。薬物依存になりながらもナルミと交際するようになるが、彼の客であるAV女優の舞城アリスに嫉妬し、彼女をストーキングする。その際に、彼女の住むマンションの隣人であるオカマ（マダム）と出会い、その人となりに感銘を受ける。
そんな中ナルミは交通事故にあって意識不明の重態となり、店の売掛金700万円の負債を抱え込む。レイナは、ブログで風俗店に勤務していることを暴露されるなど精神的に追い込まれながらも、金を稼いでナルミの借金を返すことを決意する。しかし、なお姉はナルミにレイナの正体や彼女がこれまでついてきた嘘を明かし、退院したナルミをレイナから奪う。レイナは失意の中、これまでの嘘や悪行を懺悔した動画を撮影してブログにアップロードし、そのあと焼身自殺を遂げる。

### クローゼット・フリーク 星に願いを
マダムが自身の経営するバーにやってきた客と会話する中で、マダムがオカマになるまでの経緯、舞城アリスがAV女優になるまでの経緯、ナルミがホストになるまでの経緯やレイナが自殺する前後のなお姉とナルミの様子などが明かされる。

### 東京娼女
レイナの死後、中川さんこと中川佐和子は、さやかと名乗ってブログを開設し、レイナの敵をとろうと意気込む。しかし、彼女の父が浮気をしていることに気づき、自ら尾行調査をするうちに浮気相手がクラブホステスランであることを突き止める。
復讐のため、さやかはランの勤務する銀座のクラブに自身もつとめてランと一緒に父親を接客をする。そして、さやかは家に帰ってから父に浮気のことを問い詰める。母はそれまでにも何回も父が浮気していたことを告白し、結局さやかの両親は離婚することになった。
その後、父親はランと再婚する。さやかの母は父からの慰謝料などで暮らしていくことができるが、さやかは父からもらったお金で生活することを拒み、経済的に自立することを決意する。そんな中、バーで知り合った男性の正博と恋に落ちる。しかし、それまで社長令嬢として名前が知られていたがゆえに就職活動をしても敬遠されることが多く苦戦し、最終的にはドラッグストアの販売員になる。
先輩からの嫌がらせに耐えながらも働き父親から自立した生活をおくるようになるが、自分の母親が正博を誘惑していることを知り、精神的ショックで顔面麻痺を発症してしまう。そのせいでドラッグストアも解雇され、行き場を失ったさやかはついに渋谷で売春をはじめる。そしてある日、ラブホテルで売春相手の男性から嘘つき呼ばわりされて包丁を突きつけられたさやかは、心の中でいまの自分の姿とレイナを重ねながら、包丁を奪って男性の太ももに突き立てる。

## 書籍
いずれも河出書房新社から出版されている。『東京娼女』のみ縦書きで、ほかは横書き。
- 『イン ザ クローゼット blog中毒 上』 2008年12月1日発売。ISBN 978-4309018935。
- 『イン ザ クローゼット blog中毒 下』 2008年12月1日発売。ISBN 978-4309018942。
- 『クローゼット・フリーク 上----星に願いを 』 2009年12月2日発売。ISBN 978-4309019536。
- 『クローゼット・フリーク 下----星に願いを 』 2009年12月2日発売。ISBN 978-4309019543。
- 『東京娼女』 2010年7月16日発売。ISBN 978-4309019932。